# Atraks
Atraks, ptasznik australijski (Atrax robustus) – gatunek pająka z infrarzędu ptaszników i rodziny Atracidae. Jest endemitem australijskiej Nowej Południowej Walii.

## Taksonomia i ewolucja
|  | Atrax christenseni                                                |
|  |                                                                   |
|  | \| \| Atrax montanus \| \| \| \| \| \| Atrax robustus \| \| \| \| |
|  |                                                                   |
|  | Atrax montanus                                                    |
|  |                                                                   |
|  | Atrax robustus                                                    |
|  |                                                                   |

|  | Atrax montanus |
|  |                |
|  | Atrax robustus |
|  |                |

|  | Atrax christenseni                                                |
|  |                                                                   |
|  | \| \| Atrax montanus \| \| \| \| \| \| Atrax robustus \| \| \| \| |
|  |                                                                   |
|  | Atrax montanus                                                    |
|  |                                                                   |
|  | Atrax robustus                                                    |
|  |                                                                   |

|  | Atrax montanus |
|  |                |
|  | Atrax robustus |
|  |                |

|  | Atrax christenseni                                                |
|  |                                                                   |
|  | \| \| Atrax montanus \| \| \| \| \| \| Atrax robustus \| \| \| \| |
|  |                                                                   |
|  | Atrax montanus                                                    |
|  |                                                                   |
|  | Atrax robustus                                                    |
|  |                                                                   |

|  | Atrax montanus |
|  |                |
|  | Atrax robustus |
|  |                |

|  | Atrax christenseni                                                |
|  |                                                                   |
|  | \| \| Atrax montanus \| \| \| \| \| \| Atrax robustus \| \| \| \| |
|  |                                                                   |
|  | Atrax montanus                                                    |
|  |                                                                   |
|  | Atrax robustus                                                    |
|  |                                                                   |

|  | Atrax montanus |
|  |                |
|  | Atrax robustus |
|  |                |

Gatunek ten opisany został po raz pierwszy w 1877 roku przez Octaviusa Pickarda-Cambridge’a na łamach „Annals and Magazine of Natural History”. Stanowi typ nomenklatoryczny rodzaju Atrax. Opisana w 1914 roku przez Williama Josepha Rainbowa Euctimena tibialis zsynonimizowana została z A. robustus w 1927 roku przez Anthony’ego Musgrave’a. Z kolei opisana również przez Rainbowa w 1914 roku Poikilomorphia montana włączona została do rodzaju Atrax w 1985 roku przez przez Barbarę York Main, a następnie zsynonimizowana z omawianym gatunkiem w 1988 roku przez Michaela Rolanda Graya.
W rewizji rodzaju Atrax z 2010 roku Gray odnotował pewne różnice pomiędzy populacjami zaliczanymi do A. robustus, jednak pozostawił ów gatunek dość szeroko rozumianym. Badania morfologiczne oraz molekularna analiza filogenetyczna przeprowadzone przez Stephanie F. Lorię i współpracowników ujawniły jednak, że A. robustus w sensie zdefiniowanym przez Graya stanowi w rzeczywistości kompleks gatunków. Autorzy ci w publikacji z 2025 roku przywrócili omawianemu taksonowi status odrębnego gatunku Atrax montanus, a populację z okolic Newcastle wyróżnili jako nowy gatunek Atrax christenseni.
Według wyników analiz filogenetycznych Lorii i innych z 2025 roku A. robustus zajmuje pozycję siostrzaną względem A. montanus, a linie ewolucyjne tych gatunków rozeszły się 10 mln lat temu. Klad tworzony przez te gatunki zajmuje z kolei pozycję siostrzaną dla Atrax christenseni i od jego linii ewolucyjnej oddzielić się miał 17 mln lat temu.

## Morfologia

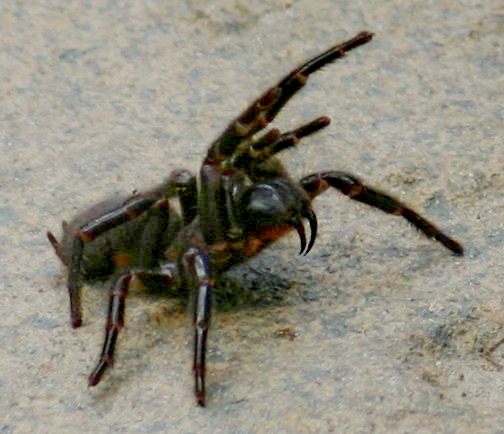
Samica w postawie grożącej

Samce osiągają od 25,1 do 29,3 mm długości ciała przy karapaksie długości od 8,9 do 13,4 mm, samice zaś osiągają od 27,5 do 39,3 mm długości ciała przy karapaksie długości od 9 do 11,9 mm. Prosoma jest w zarysie szeroko owalna, o słabo wyniesionej części głowowej, rozmieszczonych na planie prostokąta oczach par środkowych oraz poprzecznej i zakrzywionej jamce karapaksu. Szczękoczułki pozbawione są rastellum; bruzda ma od 14 do 15 zębów na krawędzi przedniej, od 15 do 17 zębów na tylnej i od kilkunastu do ponad trzydziestu ząbków na dnie. Sternum jest dłuższe niż szersze, zaopatrzone w trzy pary jajowatych sigilla, z których ostatniej są największe. Kolejność par odnóży od najdłuższej do najkrótszej to I, IV, II, III u samca i I, II, IV, III u samicy. U okazów przechowywanych w alkoholu prosoma i przydatki mają odcienie od rudych po ciemnobrązowe. Opistosoma jest w zarysie jajowata, zaopatrzona w cztery kądziołki przędne, u okazów przechowywanych w alkoholu brązowa do ciemnoszarej.
Nogogłaszczki samca cechują się golenią jak na przedstawiciela rodzaju krótką, dwukrotnie dłuższą niż szerszą. Embolus również jest stosunkowo krótki, choć dłuższy od goleni, 6,5 raza dłuższy niż szerszy, gładko zakrzywiony, w wierzchołkowym odcinku lekko skręcony, na szczycie zaopatrzony w małą fałdkę i zaostrzony, o otworze szerszym niż u A. montanus.
Genitalia samicy mają dwie od czterech do pięciu razy dłuższe niż szersze, dość proste w przebiegu spermateki o okrągłych, niemal stykających się otworach. Spermateki bywają równoległe lub lekko u podstawy rozbieżne i prostujące się dalej.

## Biologia i ekologia

### Siedlisko i schronienie

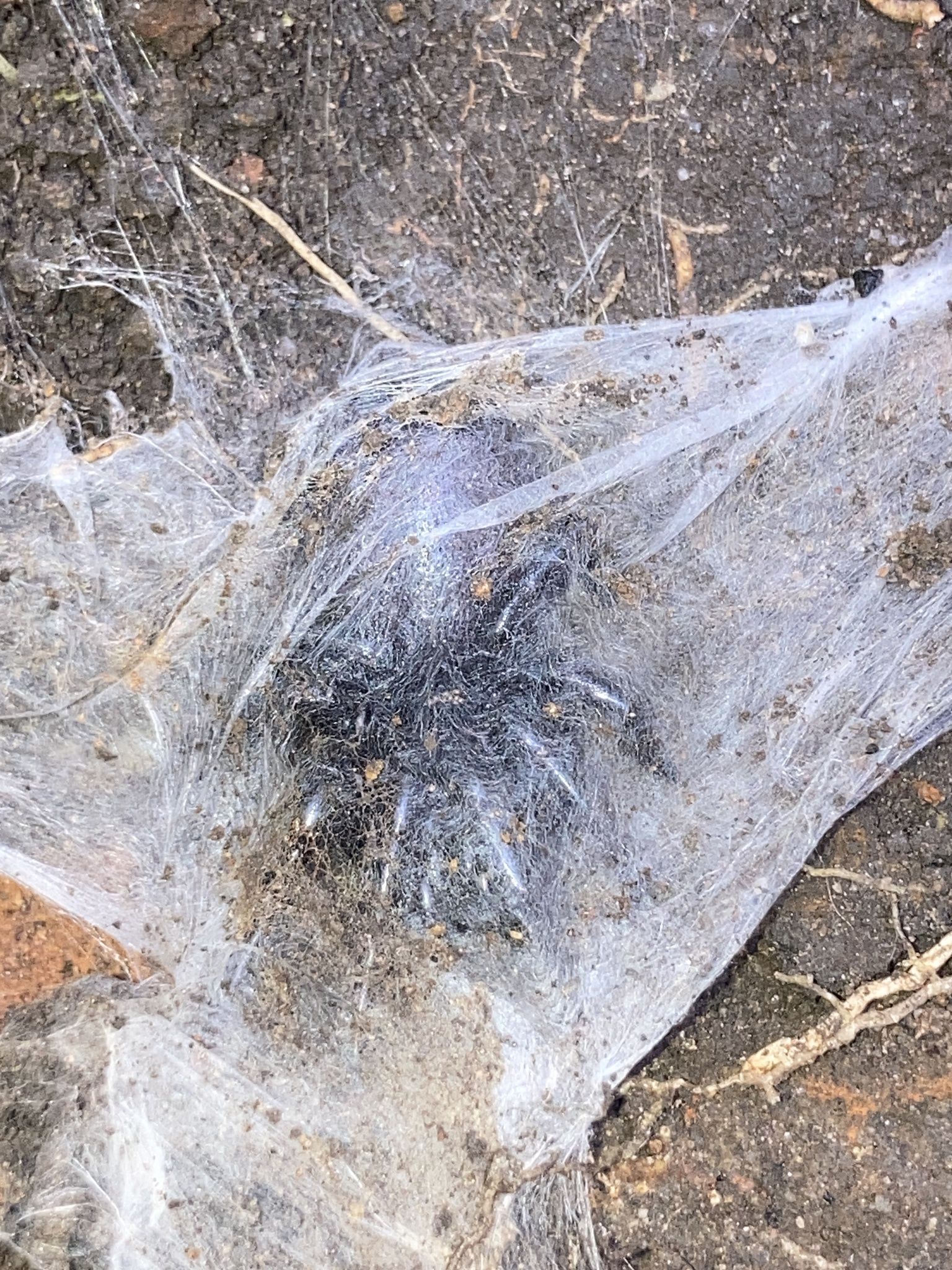
Samica w oprzędzie

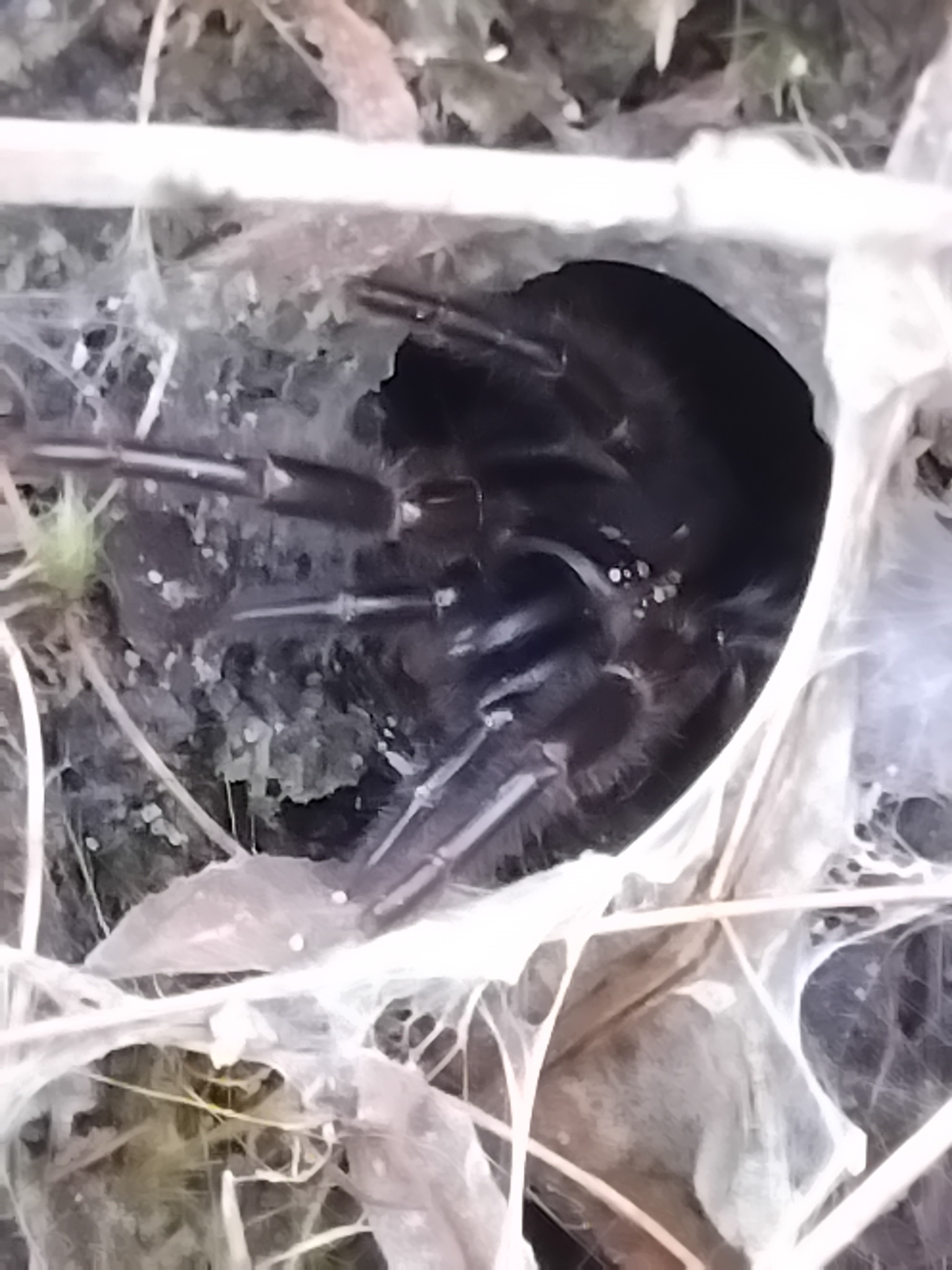
Samica u wylotu norki

Pająk ten zasiedla zwarte lasy i zadrzewienia sklerofilne, od zwartych po otwarte. Często wybiera stanowiska pobliskie wąwozom porośniętym lasami deszczowymi. Spotykany jest także w parkach, ogrodach i na terenach przemysłowych. Wykazuje większą plastyczność środowiskową niż inni przedstawiciele rodzaju, tym niemniej wymaga częściowego zacienienia zapewniającego utrzymanie w mikrosiedlisku stałej wilgotności, m.in. chroniącej przed upałami i pożarami.
Gatunek ten konstruuje z białej pajęczyny rurkowate oprzędy długości od 20 do 60 cm o ujściu Y-kształtnym lub T-kształtnym, przechodzącym w lejkowatą sieć łowną utkaną wyłącznie z nici suchej. Oprzędy te umieszczane są pod powalonymi kłodami, kamieniami, skałami, w stertach ściółki, u podstawy pni drzew i krzewów, ale także w środowiskach synantropijnych – pod budynkami, w szczelinach skalniaków i pryzmach kompostowych.

### Pokarm
Zwierzęta te polują z zasadzki, oczekując na ofiarę w oprzędzie. W przypadku wpadnięcia ofiary w część łowną sieci, pająk gwałtownie wypada z oprzędu i kąsa zdobycz. Podstawę jego diety stanowią bezkręgowce, w tym chrząszcze, karaczany, larwy owadów, dwuparce i lądowe ślimaki. Sporadycznie zdarza mu się jednak skonsumować także płaza czy innego małego kręgowca.

### Fenologia
Aktywne osobniki młodociane spotyka się w ciągu całego roku, zwłaszcza jednak od listopada do maja ze zdecydowanym apogeum od środka stycznia do końca kwietnia. Dorosłe samce intensywnie wędrują w poszukiwaniu partnerek w sezonie rozrodczym latem i jesienią. Aktywne dorosłe samice spotyka się głównie wiosną i latem. Generalnie prowadzą one dość osiadły tryb życia, jednak opuszczają oprzędy po opadach deszczu i w razie zaburzenia w otoczeniu.

### Rozród
Samce osiągają dojrzałość płciową około czwartego roku życia, samice nieco później.
Samce wyszukują samice po feromonach. Po wykryciu oprzędu samicy samiec zbliża się do niego w linii prostej lub zygzakując. Zwykle po wejściu w kontakt z nićmi samiec przystaje i zaczyna dokonywać lekkich skurczów odnóży pary pierwszej, drugiej, a czasem i trzeciej; w ich trakcie stopy pozostają na podłożu, często szarpiąc za nici sygnałowe. Po chwili samiec odchodzi kawałek i czynność tę powtarza.
Zwykle znajdując się w odległości od 0,5 do 1 cm od ujścia norki samiec zaczyna drżeć drugą parą odnóży, trzymając stopy na podłożu i ciało nieruchomo. Po pewnym czasie czynność jest przerywana po czym powtarzana bliżej lub dalej od wlotu norki. Kiedy samica jest w norce lub u jej wylotu, samiec może również wykorzystywać naprzemienne bębnienie nogogłaszczkami o jej sieć. Znajdując się blisko samicy, często już w ujściu norki, samiec szybko naprzemiennie napina i rozluźnia odnóża wywołując wibracje całego ciała bez zmiany położenia stóp.
Gdy samica jest w lejku lub już poza norką samiec zaczyna ostukiwać pierwszą parą odnóży jej nogogłaszczki lub odnóża pierwszej pary. Samiec może również kilkukrotnie poszerzać wlot norki rozczapierzając odnóża. Samica po wyjściu z norki nieruchomieje lub przyjmuje pozę identyczną z postawą obronną, unosząc prosomę oraz rozwierając szczękoczułki, nogogłaszczki i pierwszą parę odnóży. Samiec unosi za pomocą odnóży pierwszej pary nogogłaszczki, a następnie rozprostowuje te odnóża pionowo, przyciskając je do jej szczękoczułków; w tym samym czasie haki na jego odnóżach drugiej pary chwytają nasady ud jej odnóży drugiej pary. Wówczas samiec dociskając do podłoża odnóża pary trzeciej stabilizuje tę pozycję, w której to otwór płciowy samicy jest w pełni wyeksponowany. Utrzymując samicę pionowo uniesioną, co jakiś drga odnóżami przedniej pary, uderzając ich stopami w jej nogogłaszczki. Wreszcie w pozycji tej dochodzi do kopulacji, w której samiec wprowadza embolusy w otwory płciowe samicy. Po pewnym czasie akt zakończany jest spontanicznie lub samiec jest przez samicę przeganiany. W przypadku znalezienia samicy nie w norce, lecz poza nią samiec ściga ją, aż zostanie zapędzona w miejsce nie dające możliwości wycofania i od razu przechodzi do prób jej unoszenia.
Zapłodniona samica po pewnym czasie wyplata kokon zawierający od 90 do 120 żółtozielono ubarwionych jaj.

## Rozprzestrzenienie
Pająk ten jest endemitem australijskiej Nowej Południowej Walii, ograniczonym do bioregionu Sydney Basin. Jego pierwotny zwarty zasięg rozciąga się od Tuggerah Lake na północy po Georges River na południu, a na zachód po Baulkham Hills, a ponadto znane są nieliczne stanowiska dalej na południe (w okolicach Wollongong) i dalej na zachód – w Górach Błękitnych. Obszar występowania na południe od Parramatta River uległ jednak współcześnie redukcji do rejonu Bankstown–Mortdale. Z Queenslandu gatunek tan podawany był błędnie, wskutek pomyłek z przedstawicielami rodzaju Hadronyche.

## Znaczenie medyczne

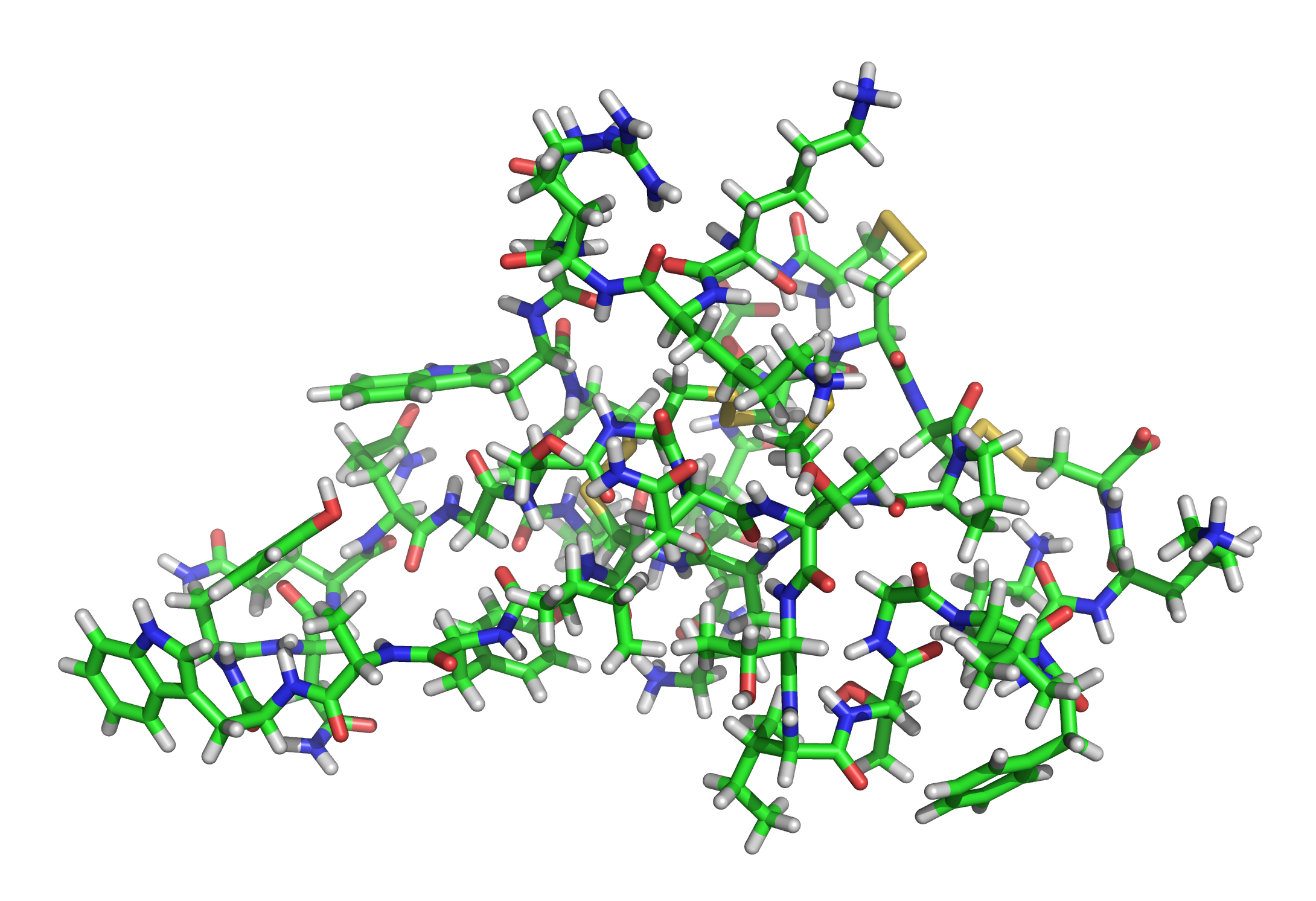
δ-atrakotoksyna Ar1

Ptasznik o dużym znaczeniu medycznym, wraz z innymi Atracidae uważany za najniebezpieczniejsze pająki świata. Wędrujące samce łatwiej niż samice wchodzą w interakcje z człowiekiem a ich jad jest około pięciokrotnie silniejszy od tego u płci przeciwnej. Samce łatwo też przechodzą od postawy defensywnej do agresywnego ataku, również na zwierzęta znacznie od siebie większe, w tym na ludzi. Kąsają zajadle, często wczepiając się pazurami jadowymi w ofiarę czy ponawiając ugryzienia.
Duży rozmiar pazurów jadowych sprawia, że ukąszenie jest od razu bardzo bolesne. Po pazurach pozostają dwie dziurki rozstawione na kilka mm. W rejonie ukąszenia pojawiają się rumień, piloerekcja („gęsia skórka”), wydzielanie potu i drżenia włókienkowe. Objawy ogólne obejmować mogą: ślinotok, mrowienie wokół ust, nudności, wymioty, ból brzucha, biegunkę, duszność, obrzęk płuc, skok ciśnienia, a ostatecznie śpiączkę lub ostre uszkodzenie mięśnia sercowego. Znanych jest 14 przypadków śmiertelnych ukąszeń przez pająki oznaczone jako A. robustus (oznaczenie miało jednak miejsce przed wydzieleniem zeń kilku innych gatunków). We wszystkich przypadkach śmiertelnych, w których ustalono płeć pająka, za ukąszenie odpowiadał samiec. Żadnego przypadku śmiertelnego nie odnotowano po wprowadzeniu w 1980 roku skutecznej antytoksyny.
Objawy kliniczne po ukąszeniu są wywoływane przez robustoksynę (RBX, δ-ACTX-Ar1 lub δ-HXTX-Ar1) należącą do rodziny określanej jako delta-atrakotoksyny lub delta-heksatoksyny. Jest to peptyd zbudowany z 42 aminokwasów. Opóźnia on inaktywację bramkowanych napięciem kanałów sodowych, co powoduje masowe uwolnienie neuroprzekaźników z zakończeń neuronów układów somatycznego i autonomicznego.
Ukąszenie przez atraksy wymaga natychmiastowej hospitalizacji. Minimalną dawką antytoksyny są dwie ampułki rozpuszczone w soli fizjologicznej podane dożylnie, ale w cięższych przypadkach podaje się ich cztery. Ponadto jeśli objawy nie ustępują, stosuje się kolejne dawki. Hospitalizacja trwa minimum 12 godzin.

## Znaczenie gospodarcze
Jedwab wytwarzany przez atraksy jest używany do wykonywania siatek celowniczych w instrumentach optycznych.